# Khasani
Khasani (auch: Kasani) ist eine Ortschaft im Departamento La Paz im Hochland des südamerikanischen Anden-Staates Bolivien.

## Lage im Nahraum
Khasani ist eine Ortschaft im Kanton Lokha im Municipio Copacabana in der Provinz Manco Kapac  und ist Grenzort zur Republik Peru. Die Ortschaft liegt im südlichen Teil des Titicaca-Sees in einer Höhe von 3830 m auf einer Halbinsel, die das peruanische Staatsgebiet mit dem Landkreis Copacabana verbindet.

## Geographie
Khasani liegt auf dem bolivianischen Altiplano zwischen den Anden-Gebirgsketten der Cordillera Occidental im Westen und der Cordillera Central im Osten. Das Klima der Region ist ein typisches Tageszeitenklima, bei dem die mittlere Schwankung der Tagestemperaturen deutlicher ausfällt als die Schwankung der Temperaturen im Jahresverlauf.
Die Jahresdurchschnittstemperatur der Region liegt bei etwa 8 °C (siehe Klimadiagramm Copacabana), die Monatswerte schwanken nur unwesentlich zwischen knapp 6 °C im Juni/Juli und 10 °C im November/Dezember. Der Jahresniederschlag beträgt etwa 700 mm, die Monatsniederschläge liegen zwischen unter 10 mm in den Monaten Juni und Juli und 150 mm im Januar und Februar.

## Verkehrsnetz
Khasani liegt in einer Entfernung von 155 Straßenkilometern nordwestlich von La Paz, der Hauptstadt des gleichnamigen Departamentos.
Von La Paz führt die asphaltierte Nationalstraße Ruta 2 in nordwestlicher Richtung über Huarina nach San Pablo de Tiquina am Titicacasee, dort wird die Straße von Tiquina mit Booten überquert und erreicht nach weiteren 40 Kilometern die Landstadt Copacabana. Von dort aus führt die Ruta 2 weiter nach Süden bis Khasani. Nächstgelegene Ortschaft jenseits der Grenze auf peruanischem Staatsgebiet ist die Kleinstadt Yunguyo. Von Puno in Peru führt eine direkte Busstrecke über Khasani und Copacabana nach La Paz.

## Bevölkerung
Die Siedlung setzt sich aus den Ortsteilen "Centro", "Zona Río Seco", "Villa Natividad" und "Zona Villa Natividad" zusammen.
Die Einwohnerzahl von Khasani war in den vergangenen beiden Jahrzehnten leichten Schwankungen unterworfen:
| Jahr | Einwohner | Quelle       |
| ---- | --------- | ------------ |
| 1992 | 399       | Volkszählung |
| 2001 | 441       | Volkszählung |
| 2012 | 374       | Volkszählung |
| 2024 |           | Volkszählung |

Die Region weist einen hohen Anteil an Aymara-Bevölkerung auf, im Municipio Copacabana sprechen 94,3 Prozent der Bevölkerung die Aymara-Sprache.